# Christmas Tree EXEC
Christmas Tree EXEC fue el primer gusano informático ampliamente disruptivo, que paralizó varias redes informáticas internacionales en diciembre de 1987. El virus se ejecutó en el sistema operativo IBM VM/CMS.
Escrito por un estudiante de la Universidad de Clausthal en el lenguaje de programación REXX, dibujaba un tosco árbol de Navidad como gráficos de texto, y luego se enviaba a cada entrada en el archivo de contactos de correo electrónico del objetivo. De esta manera, se extendió a la Red Europea de Investigación Académica (EARN), BITNET e IBM VNET. En todos estos sistemas, causó una interrupción masiva.
El nombre era en realidad "CHRISTMA EXEC" porque en los sistemas de máquinas virtuales de IBM de la época, un archivo se identificaba por un nombre de archivo de ocho caracteres y un tipo de archivo de ocho caracteres. El tipo de archivo habitual para un programa REXX es "EXEC" y los intérpretes de comandos asumen ese tipo de archivo de forma predeterminada. En el texto, el nombre y el tipo de archivo a menudo se escribían juntos como dos palabras. El nombre de este gusano a veces se escribe como el más natural "CHRISTMAS EXEC" por error.
El mecanismo central del gusano ILOVEYOU de 2000 era esencialmente el mismo que el de Christmas Tree, aunque se ejecutaba en PCs en lugar de mainframes, se extendía a través de una red diferente, y se programaba utilizando VBScript en lugar de REXX.
El programa muestra este mensaje y, a continuación, se reenvía a las Dirección de correo electrónico contenidas en la libreta de direcciones del usuario.
```
                *
               ***
              *****
             *******
            *********
          *************                A
             *******
           ***********                VERY
         ***************
       *******************            HAPPY
           ***********
         ***************            CHRISTMAS
       *******************
     ***********************         AND MY
         ***************
       *******************         BEST WISHES
     ***********************
   ***************************     FOR THE NEXT
             ******
             ******                    YEAR
             ******

```